# Улица Алексея Деревянко
Улица Деревянко — улица в Шевченковском районе Харькова. Начинается на перекрестке проспекта Науки и улицы Ахсарова. Далее следует на юго-восток к пересечению Сумской улицы и Харьковского шоссе. Улица с двухсторонним движением.
В начале с улицей Деревянко с нечетной стороны граничит лесопарк, на расстоянии полукилометра в нем расположен Харьковский телецентр с телевизионной башней. С чётной стороны улица застроена жилыми домами массива Павлово Поле.
Улица Деревянко пересекает улицу Балакирева, за которой начинается Саржин Яр. Через овраг в 1969 году построен Саржинский мост. Далее улица Деревянко проходит по местности Сокольники до пересечения Сумской улицы и Харьковского шоссе.

## История
Улица построена в 60-х годах XX века как часть жилмассива Павлово Поле, первоначальное название Ново-Продольная. В 1968 году улица получила имя Героя Советского Союза Алексея Деревянко, погибшего в боях за освобождение Харькова от немецких захватчиков.
В начале улицы установлена мемориальная доска памяти героя.

## Здания
- № 1а - Харьковский телецентр с телевизионной башней
- № 3 - Государственная пожарно-спасательная часть № 1 Шевченковского района[3]
- № 6а - Дошкольное учебное заведение (ясли-сад) № 354[4]
- № 11 - Филиал № 11 для детей Центральной городской библиотеки им. Белинского ЦБС Шевченковского района
- № 14а – Харьковский лицей № 89[5]